# كأس روسيا البيضاء
كأس روسيا البيضاء أو كأس بيلاروس (بالبيلاروسية: Кубак Беларусі) هي مسابقة كأس خروج المغلوب في روسيا البيضاء. يتم تنظيم البطولة من قبل اتحاد روسيا البيضاء لكرة القدم.

## وصلات خارجية
- كأس روسيا البيضاء على الاتحاد الأوروبي لكرة القدم
- روسيا البيضا - قائمة نهائيات الكأس، مؤسسة إحصاءات وثيقة لرياضة كرة القدم